# Jerry Rawlings
Pour les articles homonymes, voir Rawlings.
Jerry Rawlings, né Jeremiah Rawlings John, le 22 juin 1947 à Accra (Côte-de-l'Or) et mort le 12 novembre 2020 dans la même ville, est un homme d'État ghanéen. Il est à la tête de l'État en 1979 à la suite d'un coup d'État puis président de la République de 1981 à 2001. Il est  surnommé « Le flying lieutenant », « Jesus Junior ».

## Biographie
Jerry John Rawlings est né le 22 juin 1947 à Accra, sur la Côte-de-l'Or, une colonie britannique. Il est le fils de Victoria Agbotui, une autochtone, et James Ramsey John, un chimiste originaire de Castle Douglas, en Écosse. James Ramsey John était marié en Angleterre à quelqu'un d'autre, avec une famille qui vit à Newcastle et à Londres. Rawlings fréquente l'école Achimota à Accra. Il est le seul enfant né de sa mère, elle-même issue de groupes ethniques, les Nzema et les Ewe, d'importance numérique faible. Cette absence d'une lignée importante s'est avérée un avantage politique pour Rawlings, car elle l'a libéré des pressions familiales et tribales,. Rawlings se marie à Nana Konadu Agyeman, qu'il rencontre au Collège Achimota. Ils ont trois filles (dont l'aînée Zanetor Agyeman-Rawlings) et un garçon.

### Carrière militaire
Il entre en 1968 à l'académie militaire ghanéenne, à Teshie. Il devient l'année suivante pilote d'aviation de l'Armée de l'air ghanéenne, et accède au grade de lieutenant. La pauvreté est alors en pleine expansion dans un pays gouverné depuis 1966 par un régime militaire corrompu et répressif. Jerry Rawlings anime une première tentative de coup d'État, le 15 mai 1979. Sa tentative échoue. Il est arrêté.

### Première présidence
Trois semaines plus tard, libéré par d'autres officiers après avoir été condamné à la peine de mort, il organise un nouveau coup d’État, le 4 juin 1979, qui renverse le régime de Fred Akuffo et le porte au pouvoir. Le 24 septembre 1979, il cède le pouvoir à un gouvernement civil, mené par le président Limann.

### Seconde présidence

#### Régime militaire
Mécontent du pouvoir civil, qu'il estime corrompu, il reprend le contrôle du pays le 31 décembre 1981 par un nouveau coup d'État qui renverse le régime de Limann.
Il devient alors le président du Conseil provisoire de la défense nationale. Il ne se réclame ni du marxisme ni du capitalisme, mais, aux prises avec une crise économique, il applique à partir de 1983 une politique économique libérale dite d'ajustement structurel, répondant aux souhaits du Fonds monétaire international et de la Banque mondiale, lesquels accordent des prêts en échange. Soucieux néanmoins de maintenir le rôle central de l’État dans la vie économique du pays, Jerry Rawlings s'efforce de ralentir le démantèlement du secteur public et les privatisations. Les investissements et les prêts lui permettent de conduire une politique de modernisation des zones rurales et de financer des programmes sociaux, limitant ainsi l'impact social négatif de « l'ajustement structurel » sur les populations les plus pauvres. Le Ghana sort de la récession et connait, au cours de la décennie 1983-1993, un taux moyen de croissance de 5 %, tandis que l'inflation tombe à 10 %.
Sur les questions de politique extérieures, il renoue avec les positions panafricaines et tiers-mondistes du père de l'indépendance du Ghana, Kwame Nkrumah. Opposé à tous les « exploiteurs de l'Afrique » il se rapproche du Cuba de Fidel Castro et de la Libye de Kadhafi. Il est également proche du président du Burkina Faso, Thomas Sankara.
En 1992, Rawlings démissionne de l'armée, instaure le multipartisme, et fonde le Congrès démocratique national. Il engage le pays dans un processus de démocratisation.

#### Multipartisme
Il est élu président le 7 décembre 1992, et prend ses fonctions le 7 janvier 1993. La IVe république du Ghana est proclamée.
Devenu président de la Communauté économique des États d'Afrique de l'Ouest, il s'investit particulièrement dans le règlement de la crise du Liberia. Alors que le Ghana est perçu comme un modèle de stabilité en Afrique de l'Ouest, Rawlings bénéficie d'un grand prestige à l'étranger pour son rôle pacificateur dans les crises régionales.
Le pays subit cependant une crise économique à partir du milieu des années 1990 et le gouvernement doit faire face à des mouvements sociaux provoqués par l'introduction, sous la pression de la Banque mondiale, d'un système de taxe sur la valeur ajoutée. Les prix augmentent de 60 % et niveau de vie baisse à nouveau.
La popularité de Jerry Rawlings, bien que déclinante, reste élevée dans les milieux populaires, tandis que l'opposition et la presse s’emploient à attaquer son image. Le 7 décembre 1996, il est réélu à la présidence de la république du Ghana. Il entame son second mandat le 7 janvier 1997. Après deux mandats, la limite prévue par la Constitution ghanéenne, Rawlings entérine la candidature de son vice-président, John Atta Mills, à la présidence en 2000, au nom de son parti. Mais le 7 décembre 2000, c'est le candidat de l'opposition, du Nouveau Parti patriotique (NPP), John Kufuor, qui est élu président. L'alternance est pacifique, Rawlings passe à son tour dans l'opposition. Le 28 décembre 2008, le candidat du Congrès démocratique national John Atta-Mills est cette fois élu président, marquant une nouvelle alternance politique. Encore une fois, cette alternance est pacifique.
Âgé de 73 ans, il meurt le 12 novembre 2020, à l'hôpital universitaire de Korle-Bu à Accra, où il avait été admis une semaine auparavant,,,. Sa mort intervient près de deux mois après celle de sa mère, Victoria Agbotui, le 24 septembre 2020. À la suite de son décès, le président Nana Akufo-Addo annonce sept jours de deuil national en son honneur. La famille de Rawlings demande au gouvernement ghanéen (en) la permission de l'enterrer à Keta dans la région de la Volta.